# Coleophora irroratella
Coleophora irroratella é uma espécie de mariposa do gênero Coleophora pertencente à família Coleophoridae.